# Jordanoleiopus flavomaculatus
Jordanoleiopus flavomaculatus är en skalbaggsart som beskrevs av Hunt och Stefan von Breuning 1957. Jordanoleiopus flavomaculatus ingår i släktet Jordanoleiopus och familjen långhorningar.
Artens utbredningsområde är Zimbabwe. Inga underarter finns listade i Catalogue of Life.